# Agroecotettix
Agroecotettix es un género de saltamontes perteneciente a la subfamilia Melanoplinae de la familia Acrididae, y está asignado a la tribu Melanoplini. Este género se distribuye en el noreste de México y el sureste de Estados Unidos.
Agroecotettix es un género monotípico y su única especie es Agroecotettix modestus, Bruner, 1908, la cual se divide en las siguientes subespecies:
- Agroecotettix modestus aristus (Hebard, 1922)
- Agroecotettix modestus crypsidomus Hebard, 1922
- Agroecotettix modestus modestus Bruner, 1908